# Пьетроселла
Пьетроселла (фр. Pietrosella, корс. Pitrusedda) — коммуна во Франции, находится в регионе Корсика. Департамент коммуны — Южная Корсика. Входит в состав кантона Тараво-Орнано. Округ коммуны — Аяччо.
Код INSEE коммуны — 2A228.

## Население
Население коммуны на 2008 год составляло 1232 человека.
| 1962 | 1968 | 1975 | 1982 | 1990 | 1999 | 2008 |
| ---- | ---- | ---- | ---- | ---- | ---- | ---- |
| 101  | 118  | 350  | 738  | 864  | 1028 | 1232 |

## Экономика
В 2007 году среди 752 человек в трудоспособном возрасте (15—64 лет) 487 были экономически активными, 265 — неактивными (показатель активности — 64,8 %, в 1999 году было 62,9 %). Из 487 активных работали 424 человека (243 мужчины и 181 женщина), безработных было 63 (29 мужчин и 34 женщины). Среди 265 неактивных 57 человек были учениками или студентами, 100 — пенсионерами, 108 были неактивными по другим причинам.
В 2008 году в коммуне насчитывалось 499 облагаемых налогом домохозяйств, в которых проживали 1164 человека, медиана доходов составляла 22 104 евро на одного человека.